# Daniel Ceccaldi

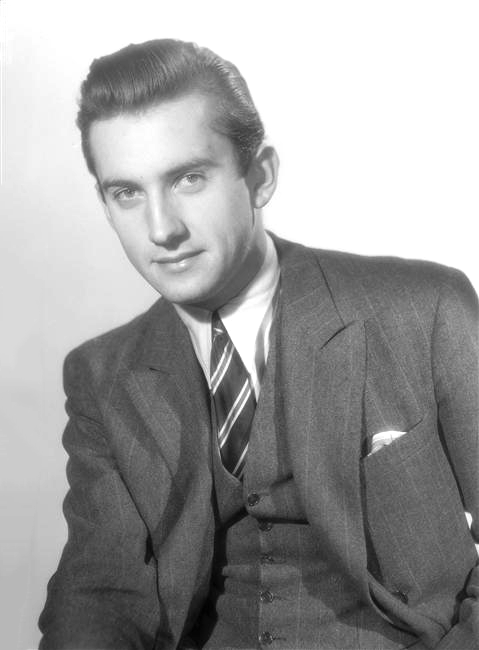
Daniel Ceccaldi (1946)

Daniel Ceccaldi (* 25. Juli 1927 in Meaux; † 27. März 2003 in Paris) war ein französischer Schauspieler.

## Leben
Nach seiner Ausbildung bei Tania Balachova gab er 1948 sein Filmdebüt in Der hinkende Teufel bei Sacha Guitry. Eine seiner ersten großen Rollen erhielt er 1953 als Henri d'Anjou in Bartholomäusnacht neben Jeanne Moreau. Nachdem François Truffaut ihm eine Rolle in Die süße Haut (1964) gab, gehört Daniel Ceccaldi mit der Rolle des sympathischen Lucien Darbon, Stiefvater von Christine Darbon (Claude Jade) und Schwiegervater von Antoine Doinel (Jean-Pierre Léaud), in den Doinel-Filmen Geraubte Küsse (1968) und Tisch und Bett (1970) zum Stammpersonal des Regisseurs. Weitere Filmrollen waren u. a. in Philippe de Brocas Abenteuer in Rio und in Michel Devilles Der Bär und die Puppe.

## Filmografie (Auswahl)
- 1948: Der hinkende Teufel (Le diable boiteux)
- 1954: Bartholomäusnacht (La reine Margot)
- 1954: Nana
- 1954: Dunkelroter Venusstern (Le fils de Caroline chérie)
- 1954: Frou-Frou, die Pariserin (Frou-Frou)
- 1955: Das große Manöver (Les grandes manœuvres)
- 1955: Der Engel, der ein Teufel war (Voici le temps des assassins)
- 1955: Der Liebesroman einer Königin (Marie-Antoinette)
- 1955: Elisa – eine Gefallene (La fille Elisa)
- 1955: Gier nach Liebe (La lumière d’en face)
- 1956: Bonsoir Paris (Bonsoir Paris, bonjour l’amour)
- 1956: Für Männer verboten (Club de femmes)
- 1956: Liebe, Frauen und Paris (Mannequins de Paris)
- 1957: Arsène Lupin, der Millionendieb (Les aventures d’Arsène Lupin)
- 1957: Miss Pigalle
- 1959: Der Mörder kam um Mitternacht (Un témoin dans la ville)
- 1960: Opfergang einer Nonne (Le dialogue des Carmélites)
- 1961: Galante Liebesgeschichten (Les amours célèbres)
- 1963: Gelegenheitsarbeiter (Les Bricoleurs)
- 1963: Fünf Glückspilze (Les Veinards)
- 1963: Quietsch… quietsch… wer bohrt denn da nach Öl? (Pouic-Pouic)
- 1963: Gangster, Gold und flotte Mädchen (L’Appartement des filles)
- 1964: Abenteuer in Rio (L’Homme de Rio)
- 1964: Die süße Haut (La Peau douce)
- 1964: 100 Millionen im Eimer (Cent briques et des tuiles)
- 1964: Ab heute wieder Niederschläge (Faites vos jeux, mesdames)
- 1964: Interpol jagt leichte Mädchen (Requiem pour un caid)
- 1964: Jack Clifton jagt Wostok III (Coplan agent secret FX 18)
- 1964: Monsieur geht fremd (Patate)
- 1965: Agentenfalle Lissabon (Mission Lisboa)
- 1965: Diamantenbillard (Un milliard dans un billard)
- 1965: Die große Kiste (La grosse caisse)
- 1965: Ganoven rechnen ab (La métamorphose des cloportes)
- 1965: Tagebuch einer Frauenärztin (Journal d’une femme en blanc)
- 1965: Herr auf Schloß Brassac (Le Tonnerre de Dieu)
- 1966: Rififi in Paris (Du rififi à Paname)
- 1966: Der Herr General-Direktor (Monsieur le président-directeur-général)
- 1968: Geraubte Küsse (Baisers volés)
- 1968: Caroline Chérie (Schön wie die Sünde) (Caroline Chérie)
- 1970: Tisch und Bett (Domicile conjugal)
- 1970: Das Lied der Balalaika
- 1970: Der Bär und die Puppe (L’ours et la pouppée)
- 1972: Die Liebe am Nachmittag (L’amour, l’après-midi)
- 1972: Nur eine Frage der Zeit (Pas folle la guêpe)
- 1973: Der Mafioso (O.K. Patron)
- 1973: Die tollen Charlots: Wir viere sind die Musketiere (Les quatre Charlots mousquetaires)
- 1973: Le concierge
- 1973: Die tollen Charlots: Hilfe, mein Degen klemmt (Les quatre Charlots en folie deuxième ronde - à nous quatre cardinal!)
- 1973: Tödlicher Markt (France, societé anonyme)
- 1974: Eine glückliche Scheidung (Un divorce heureux)
- 1974: Sag’ mir, daß du mich liebst (Dis-moi que tu m’aimes)
- 1975: Der Unverbesserliche (L’incorrigible)
- 1975: Das Kätzchen (Le Téléphone rose)
- 1976: Das Spielzeug (Le jouet)
- 1976: Der Pförtner vom Maxim (Le chasseur de chez Maxim’s)
- 1977: Der Fall Serrano (Mort d’un pourri)
- 1977: Das Strandhotel (L’Hôtel de la plage)
- 1978: Lucky Luke – Sein größter Trick (La ballade des Dalton)
- 1979: Charles und Lucie (Charles et Lucie)
- 1981: Rette deine Haut, Killer (Pour la peau d’un flic)
- 1985: Der Filou (L’amour en douce)
- 1988: Eine verspätete Liebe (Un amour tardif)
- 1989: Twisted Obsession (El mono loco)
- 1998: Gott allein sieht mich (Dieu seul me voit (Versailles-Chantiers))
- 1999: Le fils du Français
- 2001: Das Rennrad (Le vélo de Ghislain Lambert)
- 2001: Julie Lescaut (Fernsehserie, 1 Folge)